# Talia Neilson Gatenby
Talia Neilson Gatenby (* 28. September 2005 in Leicestershire) ist eine britische Tennisspielerin.

## Karriere
Neilson Gatenby spielt hauptsächlich auf Turnieren der ITF Juniors World Tennis Tour und der  ITF Women’s World Tennis Tour, bei denen sie bislang einen Doppeltitel gewinnen konnte. Sie trainiert in der Loughborough University’s National Tennis Academy (LTA).
2019 gewann sie das J5 Edinburgh und die Road to Wimbledon Regional 14.
2022 stand sie im Februar im Finale des mit 25.000 US-Dollar dotierten ITF-Turniers in Birmingham, wo sie Sonay Kartal mit 7:5, 3:6 und 2:6 unterlag. Im April erreichte sie das Finale der nationalen Meisterschaften der U18, wo sie im Finale Mingge Xu mit 4:6 und 5:7 unterlag. Im Juni erhielt sie eine Wildcard für die Qualifikation zum Hauptfeld im Dameneinzel der Wimbledon Championships.

## Turniersiege

### Doppel
| Nr. | Datum        | Turnier  | Kategorie | Belag     | Partnerin     | Finalgegnerinnen    | Ergebnis |
| --- | ------------ | -------- | --------- | --------- | ------------- | ------------------- | -------- |
| 1.  | 18. Mai 2024 | Monastir | ITF W15   | Hartplatz | Ella McDonald | Xu Jiayu Zhang Ying | 6:4, 6:2 |